# 錫韋爾斯克
锡韦尔斯克（羅馬化：Siversk，發音：[ˈs⁽ʲ⁾i.wersʲk]），又按俄语名譯為谢韦尔斯克，是乌克兰东部顿涅茨克州巴赫穆特区锡韦尔斯克市镇内的城市及该市镇的行政中心。该市距离法理上的州府頓涅茨克99公里，面积12.5平方公里，海拔高度72米，2022年人口数量为10,875人。该市旧名亚马（羅馬化：Yama），于1973年8月2日更为现名。

## 历史
该地建立于1913年，并于1961年获得了城市地位。2014年7月10日，乌克兰军队从頓巴斯親俄武裝手中夺回了该市。

## 图集

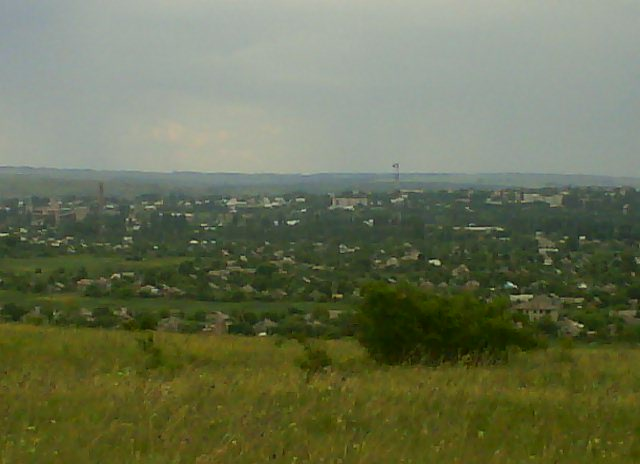
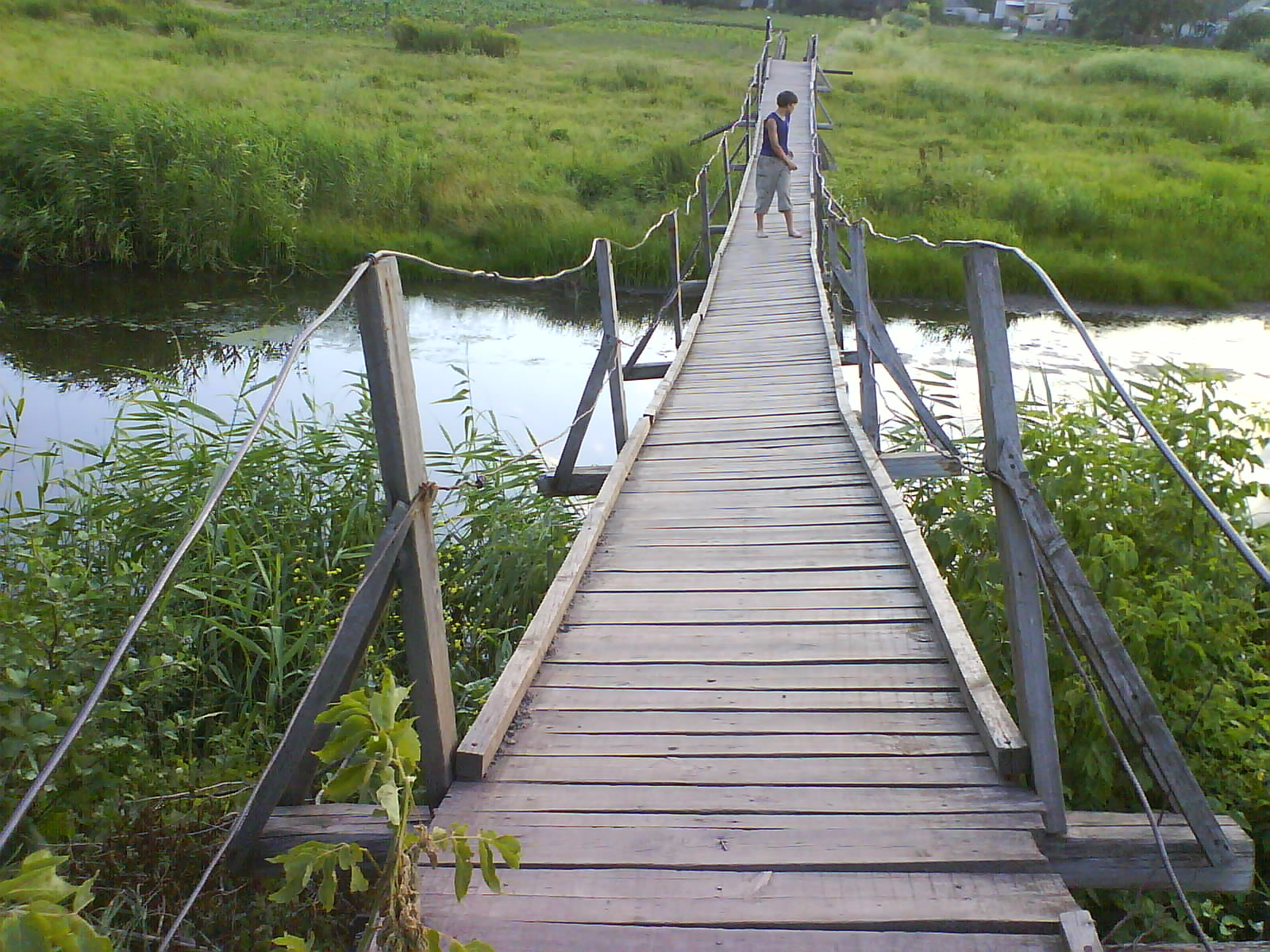
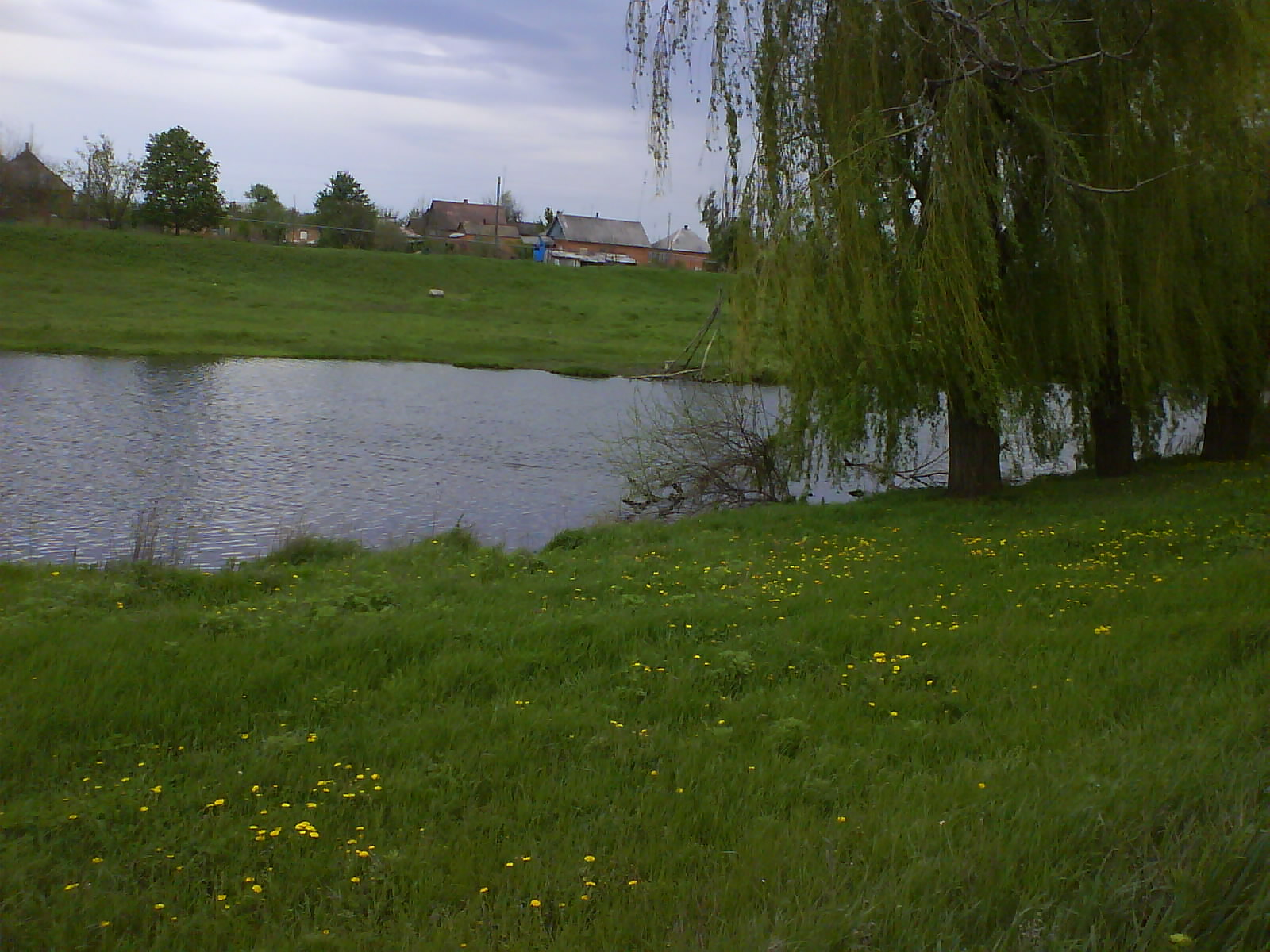
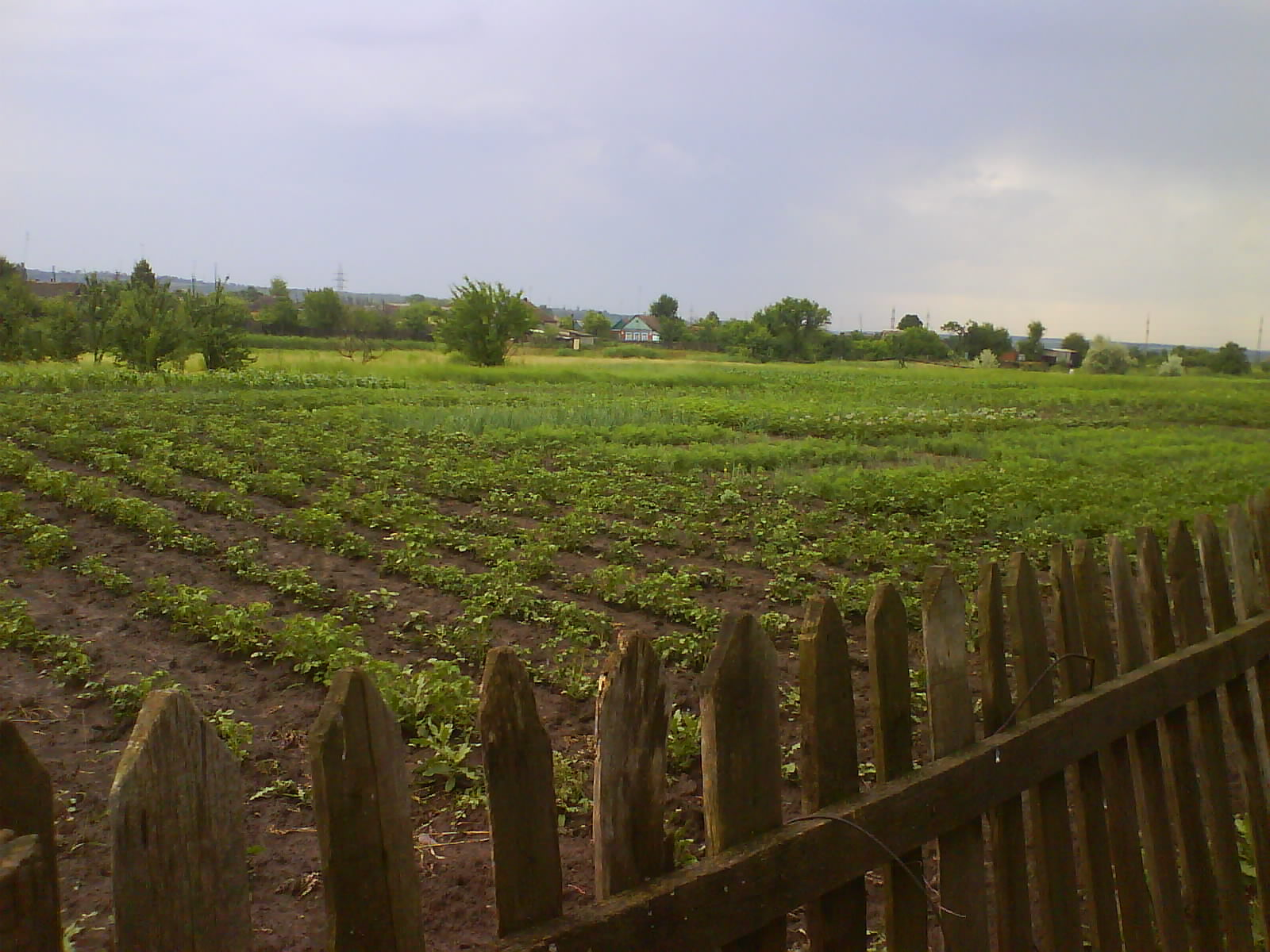
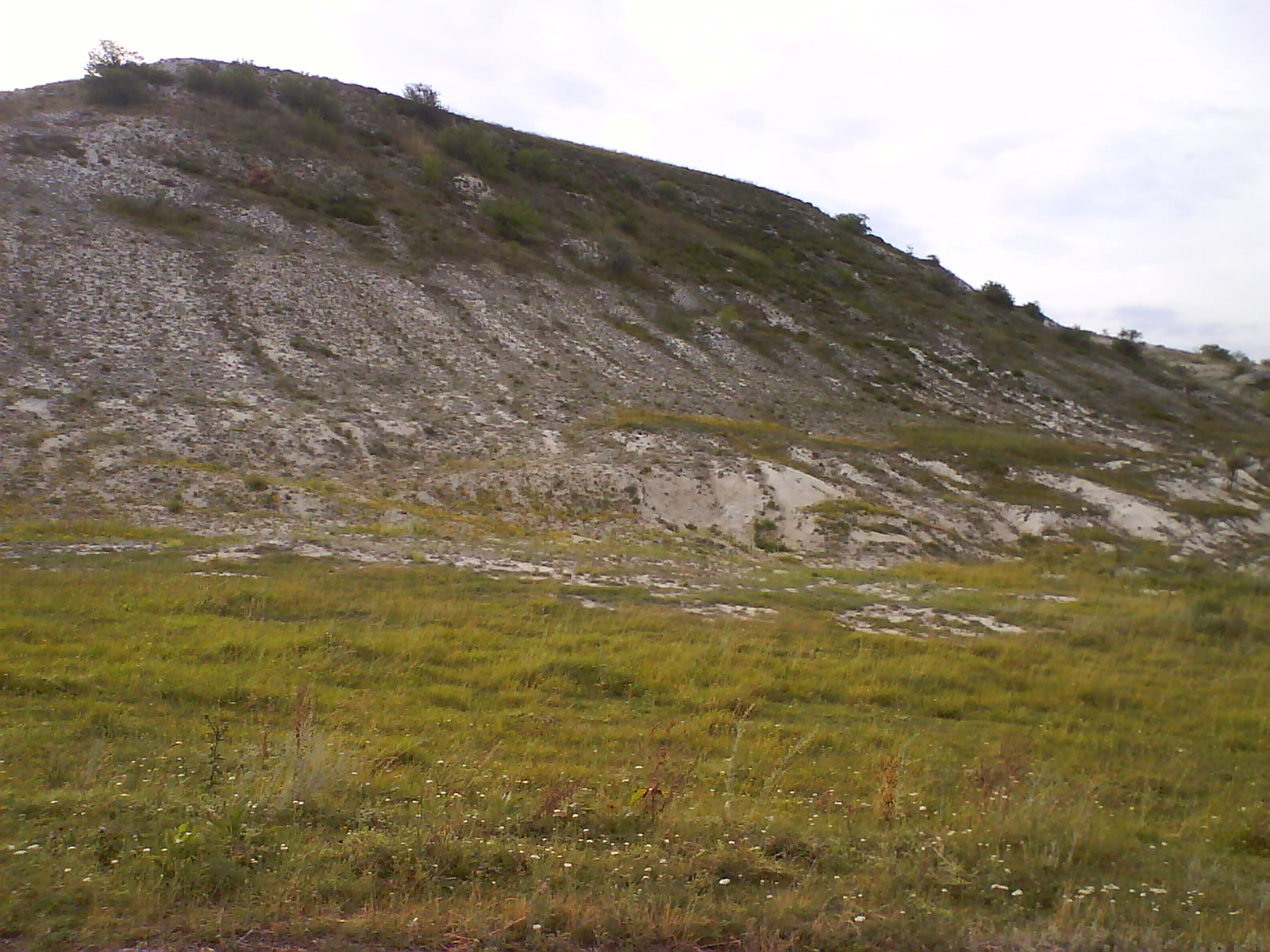
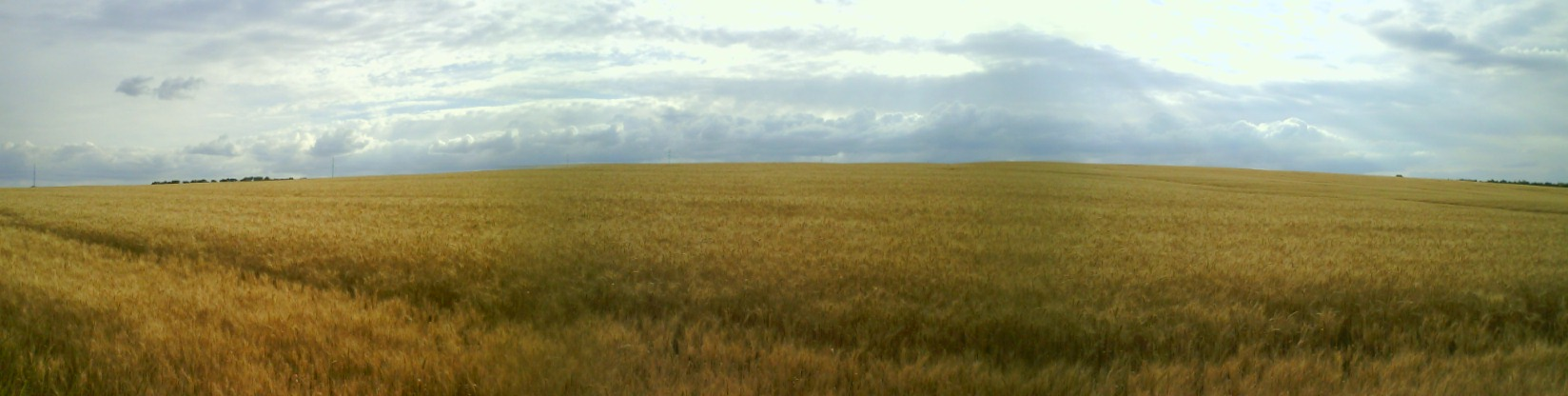
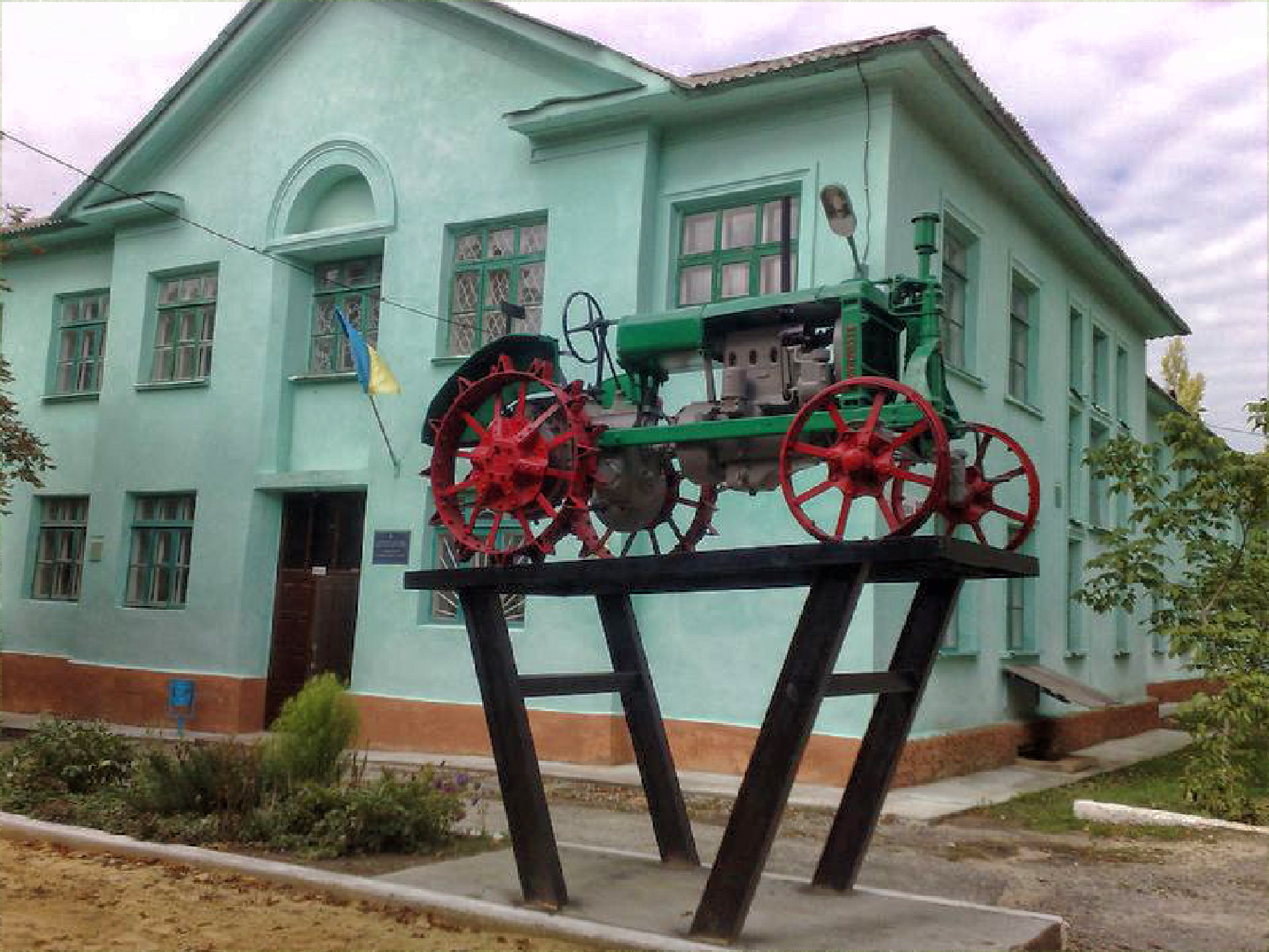

## 備注
1. ↑  俄语：，羅馬化：Seversk，直译：「“北城”」